# Histoire secrète de Justinien
Pour les articles homonymes, voir Histoire secrète.
Histoire Secrète (en grec ancien : Ἀνέκδοτα, c'est-à-dire Éléments inédits) ou Histoire Secrète de Justinien, est une œuvre historiographique attribuée à Procope de Césarée. Il s'agit d'un pamphlet très virulent et souvent grossier, où l'auteur déverse sa haine de l'empereur Justinien, de son épouse Théodora et de ses principaux collaborateurs.

## Écriture, publication et redécouverte

### Écriture
L’œuvre, attribuée à l’historien byzantin du VIe siècle Procope de Césarée, est mentionnée pour la première fois au Xe siècle, dans un Lexicon (dictionnaire) connu sous le nom de Suidas (ou Souda, peut-être du nom de son auteur) redécouvert à la Renaissance. Elle y figure, comme un pamphlet à caractère politique, sous le titre d’Anekdota (« choses inédites » en grec),.
Elle aurait été composée secrètement sous le règne de Justinien et en plusieurs étapes : la première partie, concernant le général Bélisaire (alors patron de Procope), traitée comme un complément aux Guerres de Justinien, daterait du retour de sa deuxième campagne d'Italie. La mort de l'impératrice Théodora (juin 548) aurait orienté le projet vers un pamphlet englobant l'ensemble du règne de Justinien. La rédaction de l'ouvrage, que l'auteur pensait sans doute publier après la mort de l'empereur, aurait été suspendue en 550 (on y trouve en effet des indices d'inachèvement). Procope s'attaque alors à la rédaction des Édifices (De Aedificiis), ouvrage de propagande à la gloire de Justinien, qui restera inachevé, tout comme L'Histoire secrète.

« Il ne m'était pas possible, tant que les acteurs de cette histoire étaient encore en vie, d'en écrire de la manière qui convenait. Il n'était possible en effet, ni d'échapper à la multitude des espions, ni, si j'étais démasqué, de ne pas périr d'une mort cruelle ; même aux plus intimes de mes proches, je ne pouvais faire confiance. Bien plus, dans les livres qui précèdent, force m'a été de taire les causes de bien des événements que je racontais. Il me faudra donc révéler à la fois ce qui est resté dissimulé jusqu'à présent et les causes des événements que j'ai racontés auparavant dans mon texte. »

— Procope, L'Histoire secrète - Prologue I. 2. et 3.

### Redécouverte du manuscrit
C’est l’hellénophile Nicolas Alemanni qui découvre le manuscrit, dont la première page manque, à la bibliothèque vaticane. Il traduit le texte grec en latin et, en 1623, en publie une version expurgée, accompagnée de ses propres commentaires. Faute de titre, Alemanni reprend celui de Suidas, mais y ajoute la notion d’histoire secrète : Procopii Caesariensis Anekdota sive Historia Arcana. Les éditions suivantes prendront tantôt les deux titres, tantôt un des deux.
Les coupes qu’Alemanni opère dans le texte original concernent les supposées turpitudes sexuelles de l'impératrice Théodora et de son amie Antonina, épouse de Bélisaire, traînées dans la boue par Procope.

### Antécédents
Si l'Histoire secrète de Procope introduit en Occident le terme d'anecdote dans le sens qu'il a de nos jours, l'auteur s'inscrit en réalité, avec ces « inédits » dans une tradition antique de mémoires combinant polémiques et secrets (Théopompe, Cicéron). Le style même du pamphlet, qu'a choisi l'auteur de l'ouvrage, est également codifié par les rhéteurs (profession qui était celle de Procope), et il s'inspire librement de nombreux prédécesseurs en matière d'invective, en particulier ppur ce qui concerne la vie privée de ses personnages. Il est d'ailleurs possible que tout ou partie de l'ouvrage soit un exercice de style à clés, truffé de références littéraires et destiné aux lettrés à la recherche des modèles originaux cachés sous la prose de Procope,.

### Controverses
Même dans sa version expurgée par Alemanni, la publication de l’Histoire secrète fait alors polémique, car elle bat en brèche l’image idéale de Justinien (décrit comme un véritable démon avide de sang et de pillage), de son épouse (présentée comme une prostituée) et de Bélisaire, son généralissime (décrit comme un cocu complaisant), image idéale d'ailleurs fondée sur les panégyriques antérieurs de Procope, destinés à promouvoir, du vivant de Justinien, l’idéologie impériale. Historien et chroniqueur officiel de la cour, proche de l’empereur et de ,[Quoi ?] l’auteur a en effet, dans ses précédents ouvrages (Guerres) glorifié Justinien, « égal aux apôtres » et « adorateur du Christ ».
Ce décalage entre le ton du panégyrique et la violence du pamphlet provoque des controverses qui ne sont peut-être pas fortuites, puisqu’elles réactivent les débats concernant les rapports entre pouvoir religieux/papal et pouvoir royal/impérial à un moment où le code justinien est encore très présent dans le système juridique européen. Pour Alemanni, partisan du pouvoir religieux et affidé du cardinal Cesare Baronio (Baronius), la découverte du manuscrit attribué à Procope est donc une aubaine, puisque sa publication contribue à remettre en cause l’image idéalisée d’un souverain qui n’a pas de comptes à rendre au pape.

### L’histoire par l’anecdote
Le type narratif adopté par l’auteur de L'Histoire secrète introduit également un débat sur le travail de l’historien.
« Le véritable usage de l’Histoire ne consiste pas à sçavoir beaucoup d’évènements et actions, sans n’y faire aucune reflexion. Cette manière de les connoîstre seulement par la memoire ne merite pas même le nom de sçavoir ; car sçavoir, c’est connoîstre les choses par leurs causes ; ainsi connoîstre l’Histoire, c’est connoîstre les hommes sainement; étudier l’Histoire, c’est étudier les motifs, les opinions, et les passions des hommes, pour en connoîstre tous les ressorts, les tours, et les détours, enfin toutes les illusions qu’elles sçavent faire aux esprits, et surprises qu’elles font aux cœurs ».
— Abbé de Saint-Réal, Traité De l’Usage de l’Histoire (1671).
Dans ce sens, l’utilisation répétée de l’anecdote illustre la manière dont des événements de portée historique peuvent avoir été déclenchés par un incident banal, amplifié par les circonstances, les travers ou les humeurs des personnages historiques et les réactions de la foule. L'Auteur se propose ainsi de révéler les « causes véritables » des événements et « ce qui est resté dissimulé jusqu'à présent ». C’est ainsi que l’Histoire cachée devient un prototype pour d’autres ouvrages tels Bélisaire ou le conquérant, de François de Grenaille, paru à Paris en 1643, Bélisaire de Marmontel (1767), Anecdotes de Florence ou l'histoire secrète de la maison des Médicis, d’Antoine de Varillas (1687).

## Justinien et Théodora dans l'Histoire secrète
Le règne de Justinien (527-565) est entièrement tendu vers la restauration de l'Empire romain, à travers une politique de défense et de reconquête territoriale, l'unification religieuse et le renforcement de l'État par la réforme administrative et législative. Ce programme politique, mené tambour battant, ne peut que susciter un rejet profond de la part des élites byzantines, qui méprisent en outre l'origine fort peu aristocratique de Justinien. Procope ne voit, derrière les réformes imposées par le basileus, que « la soif du sang, le goût du pillage, du désordre et de la nouveauté » qui signent le caractère du « mauvais empereur ». Renversant le thème du souverain aimé de Dieu, qu'il a lui-même installé dans ses œuvres précédentes, Procope, dans l'Histoire secrète, attribue les vices supposés de Justinien à sa nature démoniaque, seule à même d'expliquer, selon lui, l'étendue de ses méfaits. Même les qualités qu'il a précédemment louées, comme la sobriété ou la force de travail de l'empereur, sont désormais à mettre sur le compte de la puissance surnaturelle du démon qui l'habite, possession que Procope ne confirme que par ouï-dire, présages et anecdotes surnaturelles, qui restent cependant preuves acceptables par la mentalité de l'époque. Toujours dans la veine pamphlétaire, l'auteur n'hésite pas à évoquer la prétendue bisexualité de Justinien. 

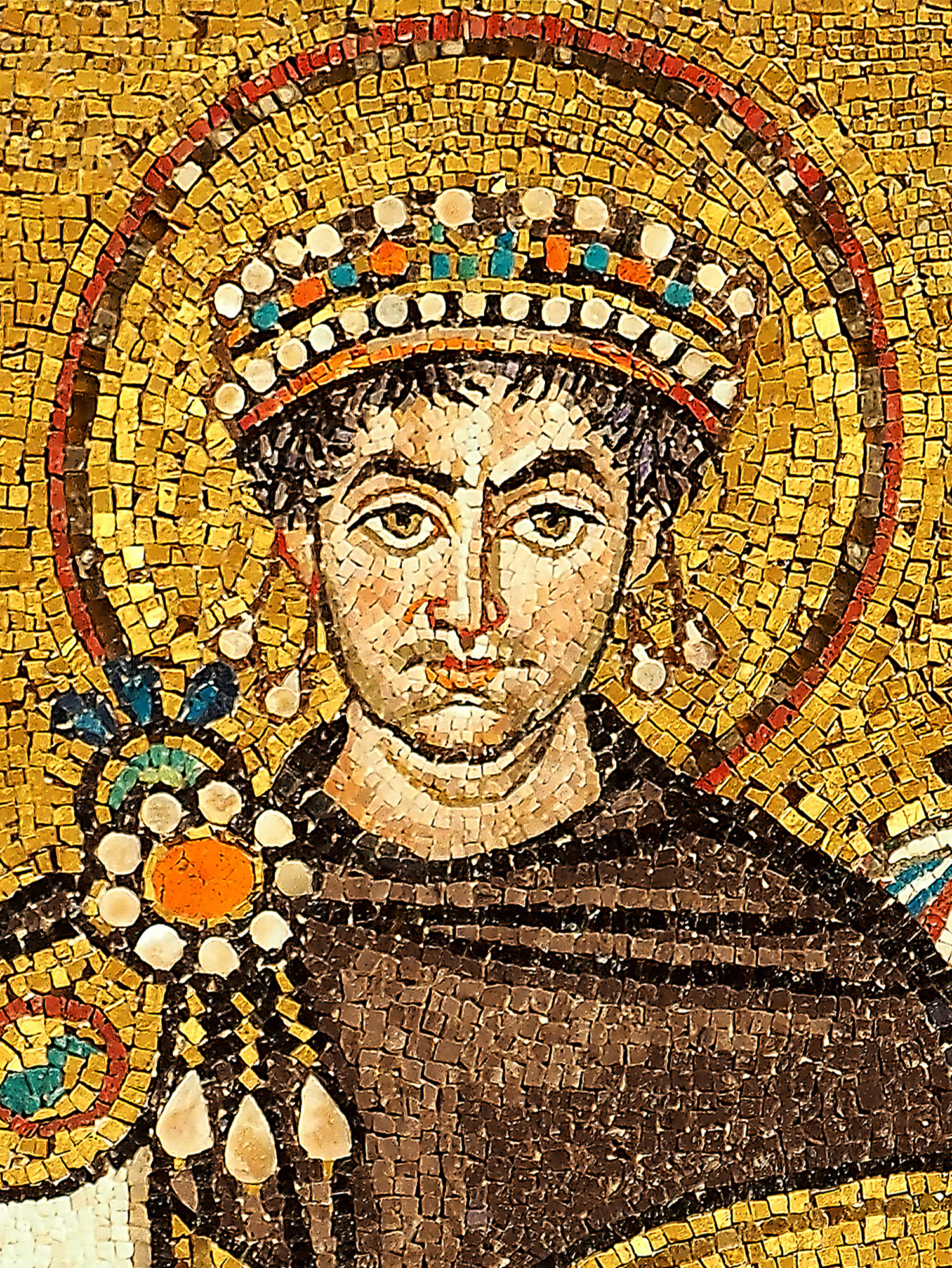
L'empereur Justinien.
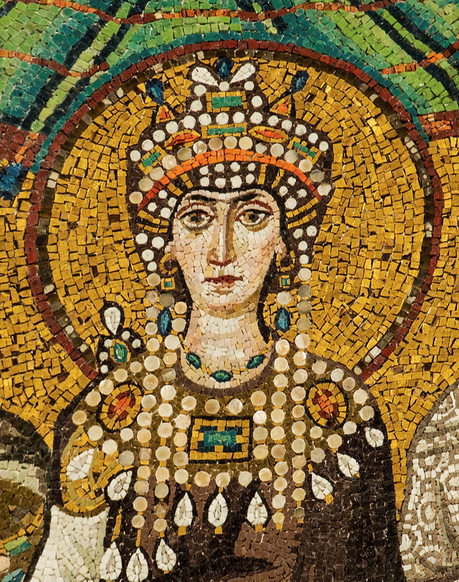
L'impératrice Théodora.
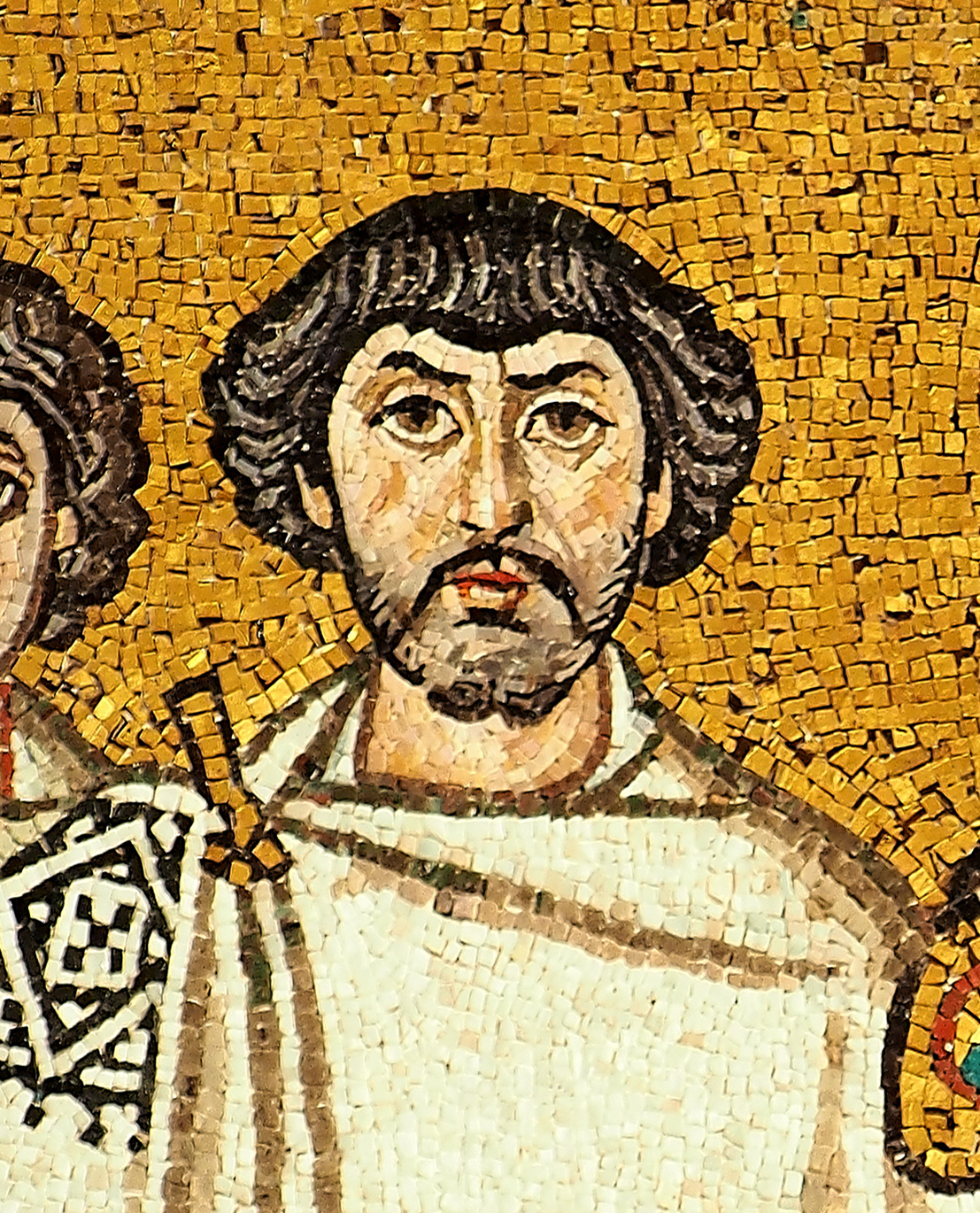
Le général Bélisaire.
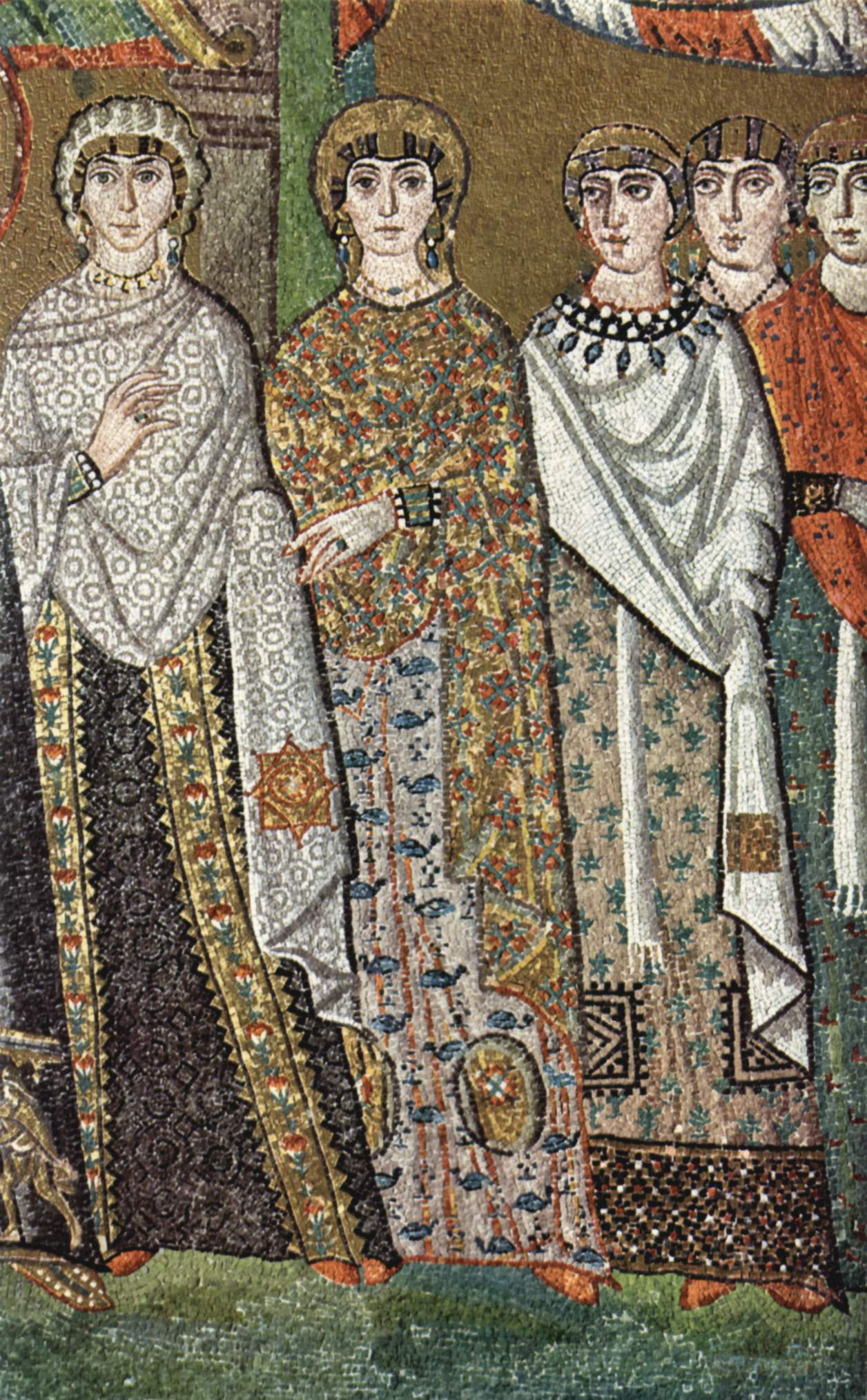
Antonina, son épouse.

L'impératrice Théodora est également la cible de Procope, qui brode à loisir — sur un canevas fourni par les modèles rhétoriques de l'époque en matière de pamphlet et d'invective — sur son extraction (elle vient du milieu du théâtre, proche à l'époque des milieux de la prostitution) et de ses frasques sexuelles supposées. Il enchaîne ragots, on-dit et emprunts à des auteurs antérieurs pour décrire et blâmer vertement l'inconduite de l'épouse de Justinien.
Il qualifie l'impératrice, de « Messaline d'Orient » et lui fait dire qu'elle regrettait que la nature ne lui ait pas donné un quatrième orifice pour mieux savourer les plaisirs de la chair, la qualifiant de véritable nymphomane. L'auteur la qualifie d'arriviste, de manipulatrice, de comploteuse, d'être une femme de mauvaise vie, de basse naissance, de débauchée, passant son temps à organiser et à participer à de gigantesques orgies et à forniquer avec ses propres esclaves et serviteurs dans le Grand Palais.

## Crédibilité historique de l'ouvrage
Quelles que soient les motivations de Procope, les historiens sont partagés quant à la véracité historique de l'Histoire secrète. Certains, comme Gibbon, l'ont considérée comme une source fiable. D'autres, plus nombreux et plus récents, émettent des doutes : ils estiment que la plupart des faits rapportés par Procope et dont il n'a pas été le témoin direct n'ont aucune valeur historique et relèvent simplement des modèles littéraires ou des schémas idéologiques de l'époque. Ernest Renan y voit « tantôt [...] des déclamations vagues sans faits articulés ; tantôt des commérages de villes grecques, des propos de valets de chambre, des plaintes de domestiques d'une incroyable absurdité ». Aucun historien contemporain de l'auteur ne confirme d'ailleurs ses dires. Quant aux épisodes relatés par Procope et confirmés par d'autres témoins de l'époque, le biais systématiquement négatif de l'Histoire secrète reflète, de l'avis général, le sentiment répandu dans l'aristocratie impériale, majoritairement xénophobe (Justinien et son prédécesseur Justin étaient originaires des Balkans) et hostile aux réformes fiscales qui touchaient directement ses biens et ses prérogatives. C'est la même aristocratie bigote, traditionaliste et privilégiée qui conspue l'origine modeste et l'émancipation de l'impératrice Théodora et de son amie Antonina,.
« De Procope adulateur ou Procope pamphlétaire, lequel mérite de faire foi ? ». Renan répond ainsi à la question :

« Sans être aussi mauvais que le voudrait Procope, le siècle de Justinien fut en réalité un siècle abominable. Sans être des démons à face humaine, Justinien et Théodora furent de fort mauvais souverains. L'Histoire secrète fût-elle un mensonge d'un bout à l'autre, son existence seule est une pièce de conviction irréfragable ; car, pour que la haine n'ait pu se satisfaire sans cet épouvantable raffinement de malice, pour qu'elle soit arrivée à cet épouvantable degré de concentration, il a fallu un despotisme vraiment inouï. Justinien peut n'être point coupable de tous les méfaits dont le pamphlet de Procope l'accuse : mais il est coupable de l'abaissement des âmes et de la servilité que suppose ce chef-d'œuvre de rancune et d'hypocrisie. La vérité comprimée se venge par la calomnie : elle a tort sans doute : la parfaite sagesse voudrait que l'on fût juste envers tous. Mais à qui la faute ? À ceux qui, en supprimant la liberté, ont avoué qu'ils avaient quelque chose à cacher ; à ceux qui, en faussant l'opinion, ont rendu l'approbation suspecte et le mal seul croyable. L'Histoire secrète est le châtiment de ceux-là : le mensonge de la haine sert de réponse au mensonge de l'adulation. »

## Plan de l'ouvrage
Le plan de l'ouvrage est révélateur du ton général et de la volonté de l'auteur de polémiquer contre le pouvoir impérial de l'époque :
1. Comment le Grand Général Bélisaire Fut Trompé par Sa Femme
2. Comment une Jalousie Tardive affecta le Jugement Militaire de Bélisaire
3. Exposition du Danger de Se heurter aux Intrigues d'une Femme.
4. Comment Théodora humilia le Conquérant de l'Afrique et de l'Italie.
5. Comment Théodora trompa la Fille du Général
6. L'Ignorance de l'Empereur Justin, et Comment son neveu Justinien Fut le Dirigeant Virtuel
7. Outrages des Bleus
8. Caractère et Apparence de Justinien
9. Comment Théodora, La Plus Dépravée de Toutes les Courtisanes, Gagna Son Amour
10. Comment Justinien Créa une Nouvelle Loi Lui Permettant d'Épouser une Courtisane
11. Comment le Défenseur de la Foi Ruina Ses Sujets
12. Preuves que Justinien et Théodora étaient en Réalité des Démons sous Forme Humaine
13. Affabilité perspicace et Piété d'un Tyran
14. Justice à vendre
15. Comment tous les Citoyens Romains Devinrent Esclaves
16. Qu'arriva-t-il à Ceux Qui Chutèrent hors de la faveur de Théodora
17. Comment Elle Sauva Cinq Cents Putains d'une Vie de Péchés
18. Comment Justinien Tua Cent Millions de Personnes
19. Comment Il S'empara de Toute La Richesse des Romains et la Dépensa
20. Rabaisser la Questure
21. La Taxe du Ciel, et Comment les Armées de la Frontière n'avaient pas le Droit de Punir les Barbares Envahisseurs
22. Corruption Supplémentaire à Haut Niveau
23. Comment les Propriétaires Terriens furent ruinés
24. Traitement Injuste des Soldats
25. Comment Il vola ses Propres Fonctionnaires
26. Comment Il Spolia la Beauté des Villes et Pilla les Pauvres
27. Comment le Défenseur de la Foi Protégea les Intérêts des Chrétiens
28. Sa violation des Lois des Romains et Comment les Juifs Eurent une Amende pour avoir Mangé de l'Agneau
29. Autres Incidents le Révélant comme un Menteur et un Hypocrite
30. Innovations supplémentaires de Justinien et Théodora et une Conclusion